# Milton Erickson
Milton Hyland Erickson (5 de desembre de 1901 a Aurum, Nevada - 25 de març de 1980) va ser un metge i hipnoterapeuta estatunidenc, innovador i pioner en modificar les tècniques d'hipnosi aplicades a la psicoteràpia.